# Marcus Sahlman
Marcus Verner Sahlman (Umeå, 2 gennaio 1985) è un ex calciatore svedese, di ruolo portiere.

## Carriera

### Club
Sahlman è stato il terzo portiere quando Håkan Svensson occupava il posto da titolare all'Halmstad. Quando Svensson è passato però all'AIK, è stato promosso a seconda scelta per il ruolo. Ha debuttato in Allsvenskan il 21 luglio 2004, ma come attaccante invece che come portiere, per sfruttare i suoi centimetri nel finale di partita sul campo del Malmö FF. La stessa mossa è stata ripetuta poche settimane più tardi, il 9 agosto in casa contro l'AIK. L'esordio come portiere è avvenuto nel 2006, quando ha giocato la metà degli incontri di campionato di quell'anno, mentre Conny Johansson ha giocato la restante parte.
Quando Magnus Bahne è stato acquistato nel 2007, Sahlman ha richiesto di essere ceduto per giocare in prima squadra: ha effettuato così un provino con l'AGOVV Apeldoorn, nei Paesi Bassi, ma non ha ottenuto un contratto. Successivamente, a metà stagione, è passato in prestito al Trelleborg. Nel 2008, per l'assenza di Magnus Bahne, ha giocato tutti gli incontri fino all'inizio del campionato d'Europa 2008. Al termine della manifestazione, ha perso il posto in squadra.
Il 2 luglio 2008, è stato riportato che Sahlman stava sostenendo un provino con il Tromsø, in Norvegia. Il 13 luglio 2008, il Tromsø ne ha confermato l'ingaggio ed il giorno seguente anche l'Halmstad ha ufficializzato la cessione. Ha firmato un contratto triennale, a partire dal 1º gennaio 2009, a parametro zero. Nel frattempo, l'Halmstad ne ha confermato la cessione in prestito, nuovamente al Trelleborg. Contemporaneamente, il portiere Johan Dahlin (all'epoca in prestito al Trelleborg) è tornato al Lyn.
Il 21 novembre 2013, il Tromsø ha annunciato che il calciatore era libero di trovarsi una squadra, nell'ottica di abbattere i costi di gestione del club, appena retrocesso nella 1. divisjon. Il 31 luglio 2014, venne reso noto che Sahlman aveva rescisso il contratto che lo legava al Tromsø. Passò allora all'IFK Norrköping. Il 28 luglio 2015 rescisse il contratto che lo legava al club.
L'8 agosto 2015 venne ingaggiato dall'Halmia. Si ritirò a gennaio 2016.